# Иванами сётэн
«Иванами сётэн» (яп. 株式会社岩波書店 Кабусики-гайся Иванами сётэн) — японское издательство. Основано в 1913 году Сигэо Иванами. Головной офис расположен в токийском районе Тиёда (ранее территория района Канда). Одно из крупнейших издательств Японии, выделяющееся высоким академическим уровнем своих изданий, а также активной общественной позицией.

## История
Одно из крупнейших издательств современной Японии «Иванами сётэн» выросло из букинистической лавки, открытой Сигэо Иванами в 1913 году. Демократичность цен, которых придерживался Иванами, способствовала росту популярности его предприятия и позволила ему уже в следующем году дебютировать в издательском деле. Первой книгой, изданной «Иванами сётэн», стал классический ныне роман Нацумэ Сосэки «Сердце». Несмотря на успех, подлинный прорыв издательства всё же состоялся уже после смерти Сосэки в 1916 году, когда «Иванами сётэн» было издано полное собрание его сочинений. О близости Сосэки издательству и потому авторитетности такого собрания свидетельствовала и вывеска «Иванами сётэн», написанная кистью Сосэки.
Публикуя не только новейшие монографии, охватывающие широкий спектр тем и отраслей знаний, но также издавая в своих сериях «Библиотека Иванами» и «Новые книги Иванами» классику и книги научно-популярного характера, издательство на протяжении многих десятилетий продолжает оказывать существенное влияние на поддержание и развитие культурного уровня многих поколений японцев, как и на распространение результатов научных исследований среди широких кругов населения. В этой связи «Иванами сётэн» нередко противопоставляется издательству «Коданся», которое с началом эпохи Сёва постепенно перешло на путь обслуживания преимущественно массовой культуры.
В предвоенные годы издательство служило трибуной для группы марксистов-интеллектуалов «Кодза-ха» в её полемике с рабоче-крестьянской школой «Роно-ха» относительно путей марксизма в Японии. После войны «Иванами сётэн» продолжило занимать обновленческие позиции, обильно издавая литературу, поддерживающую реформы в обществе. В последние годы издательство активно выступает в качестве сторонника пересмотра японской конституции.
Логотипом компании является фрагмент «Сеятеля» Милле, который используется ей с конца 1933 года. В 1949 году, уже после смерти своего основателя, в результате реорганизации «Иванами сётэн» отошло от формы семейного предприятия и стало акционерным обществом.

## Издания

### Журналы
- «Сэкай» (世界, Мир) — полемический журнал
- «Кагаку» (科学, Наука) — академический журнал естественнонаучного профиля
- «Сисо» (思想, Мысль) — академический журнал гуманитарного профиля
- «Бунгаку» (文学, Литература) — толстый литературный журнал
- «Тосё» (図書, Издания) — журнал, в котором публикуются анонсы новых изданий и эссеистика

### Основные книжные серии
- «Иванами бунко» (岩波文庫, Библиотека Иванами). С 1927 г.
- «Иванами синсё» (岩波新書, Новые книги). С 1938 г.
- «Иванами гэндай бунко» (岩波現代文庫, Современная библиотека Иванами). С 2000 г.
- «Иванами сёнэн бунко» (岩波少年文庫, Детская библиотека Иванами)
- «Иванами дзюниа синсё» (岩波ジュニア新書, Новые книги для детей и юношества)
- «Иванами-но кодомо-но хон» (岩波の子どもの本, Детские книги Иванами)
- «Додзидай райбурари» (同時代ライブラリー, Библиотека «Современник»). Прекратила существование (издано порядка 350 книг).

### Словари
- «Кодзиэн» (広辞苑)
- «Энциклопедический математический словарь» (岩波数学辞典)

### Известные книги, изданные «Иванами сётэн»
- «Сердце» (Нацумэ Сосэки)
- «Бусидо. Душа Японии» (Нитобэ Инадзо)
- «Японская мысль» (Масао Маруяма)
- «Момо» (Михаэль Энде)
- «Капитал» (Карл Маркс)
- «Хиросимские записки» (Кэндзабуро Оэ)